# Хэкстон, Элейн
Элейн Алис Хэкстон (англ. Elaine Alys Haxton; 26 сентября 1909 — 6 июля 1999) — австралийская художница, была гравёром, дизайнером и коммерческой художницей.

## Биография
Хэкстон родилась в пригороде Ньюмаркета на севере Мельбурна. Её семья переехала в Сидней, когда она была маленьким ребёнком, и она училась в Технической школе Восточного Сиднея с 1924 по 1928 г. Художественный критик газеты Sydney Morning Herald отметил, что её выпускные работы демонстрируют «прекрасное понимание композиции и цвета». После раннего увлечения скульптурой она некоторое время работала в компании Raynor Hoff, а затем в художественном отделе David Jones , после чего в 1933 году уехала в Лондон. Она посещала Гросвенорскую школу искусств, но для достижения цели работала коммерческой художницей в компании J. Walter Thompson. Она также находила время для путешествий по Европе, обычно на поезде с рюкзаком. Она посетила Францию, Германию и Испанию в сопровождении австралийского скульптора Эйлин Макграт. В конце 1930-х годов она посетила Нью-Йорк и вернулась в Австралию через Мексику в начале войны. Её друзьями и современниками в Сиднее были Рассел Драйсдейл, Дональд Френд и Уильям Добелл. Её портрет, написанный Добеллом, стал финалистом премии Арчибальда в 1941 году.
Она была одной из пяти женщин-художниц, представленных на первой выставке Австралийской ассоциации коммерческих и промышленных художников (ACIAA) в Сиднее в 1940 году, через три года после основания ассоциации в 1937 году.
В 1943 году она получила премию сэра Джона Сулмана за фреску, выполненную по заказу ресторатора Уолтера Магнуса для ресторана Le Coq D’Or на Эш-стрит в Сиднее. Фреска, которая впоследствии была закрашена, была вдохновлена постановкой «Le Coq D'Or» в исполнении Ballets Russes. Ранее она выполнила серию из семи фресок для его кафе «Клэрмонт» в Кингс-Кросс. Некоторое время Хэкстон жила в голландской Новой Гвинее, создавая костюмы и декорации для балетной труппы.
В 1946 году она получила премию Ballarat Crouch Prize for Painting за картину «Мать и дитя» и вернулась в Нью-Йорк, чтобы учиться в Нью-Йоркской школе нового дизайна.
В 1954 году журнал PIX описал её как «обладающую чувством цвета и дизайна» и имеющую «картины геев, висящие в Нью-Йорке и большинстве национальных галерей Австралии». В том же году Хэкстон разработала костюмы и декорации для гастрольной постановки балета Боровского Los Tres Diabolos по мотивам оперы Оффенбаха. Когда Хэкстон взялась за создание и дизайн костюмов и театральных декораций, она чувствовала себя «немного потрясенной тем, что взялась за такую огромную работу — тем более, что в то время я готовилась к своей персональной выставке», но, убедившись в практичности своих идей, «я принялась за работу и получила огромное удовольствие от её выполнения». Её выставка в галереях Маккуори была хорошо принята, и Джеймс Кук, художественный критик The Daily Telegraph, нашёл, что она «не потеряла ни капли своего прежнего авантюрного духа».
Хакстон продолжала создавать большие задники для других постановок Боровански и обратила свой интерес к гравюре. В 1967 году она прошла обучение в Париже в Atelier 17, студии Стэнли Уильяма Хейтера на улице Moulin Vert. Хэкстон удавалось совмещать путешествия с работой, и в 1972 году она провела время на Бали, Суматре и Яве, исследуя и создавая серию иллюстраций для книги Маслина Уильямса «История Индонезии».
В 1986 году Хэкстон стала членом Ордена Австралии за «заслуги перед искусством, в частности, печатным делом».